# Gerloubia hispanica
Gerloubia hispanica är en kvalsterart som beskrevs av Subías 1977. Gerloubia hispanica ingår i släktet Gerloubia och familjen Parapirnodidae. Inga underarter finns listade i Catalogue of Life.